# Basilique Saint-Jean d'Éphèse
Pour les articles homonymes, voir Basilique Saint-Jean.
La basilique Saint-Jean d'Éphèse (grec moderne : Βασιλική του Αγίου Ιωάννη του Θεολόγου) est l'une des principales églises de la ville romaine tardive et byzantine d'Éphèse, construite sur la tombe attribuée à l'évangéliste Jean sur la colline d'Ayasoluk, dans les faubourgs nord de la ville gréco-romaine. Elle est le sanctuaire le plus renommé d'Éphèse et garde son importance jusqu'à la prise de la ville par les Seldjoukides au XIVe siècle. Progressivement délaissée, elle est désormais en ruines.

## La tradition de la tombe apostolique

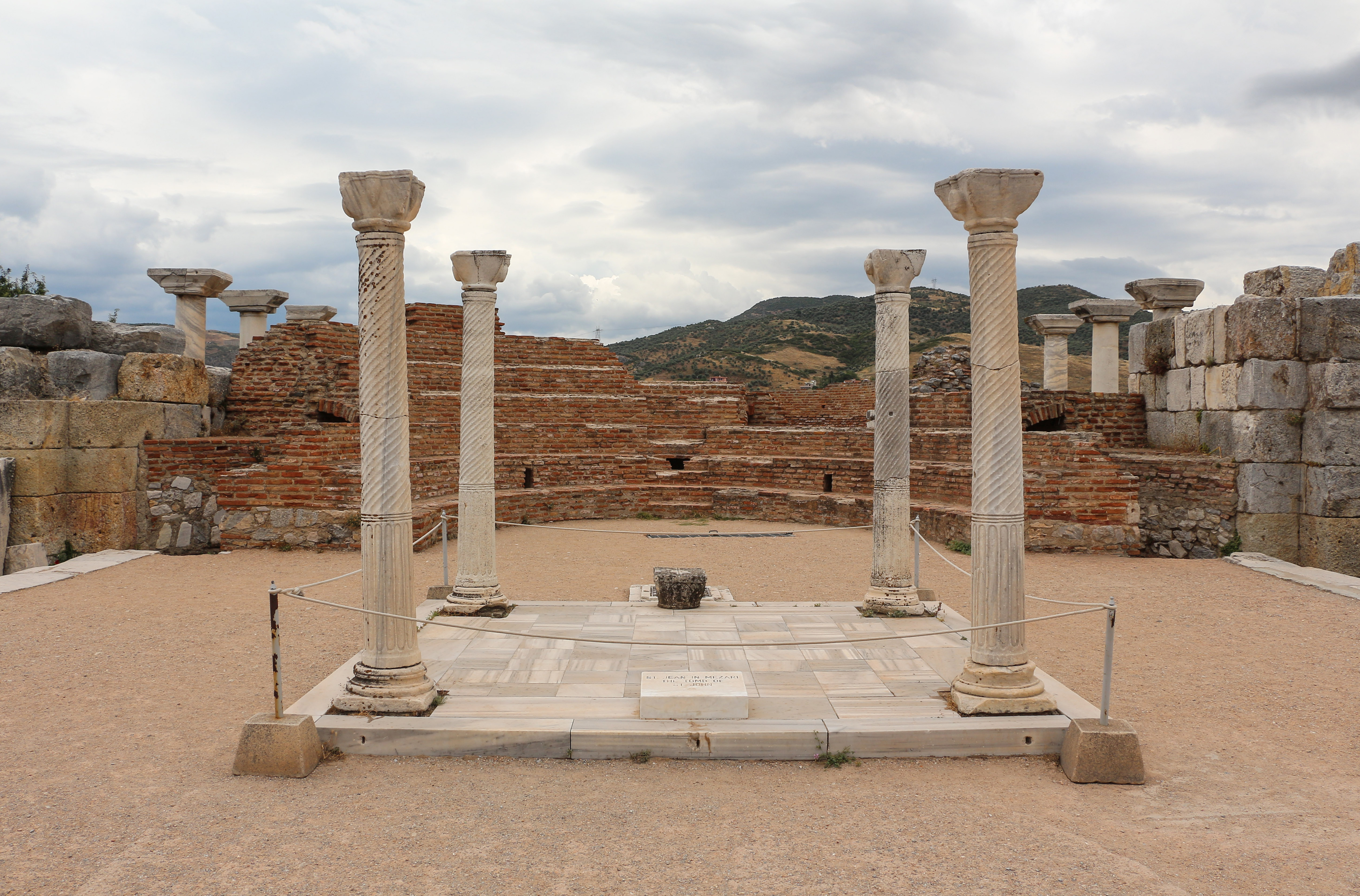
La tombe de Saint-Jean se trouvait dans une crypte située au-dessous de l'autel de la basilique.

Dès le IIe siècle, la tradition chrétienne attribue à l'évangéliste Jean une sépulture sur la colline voisine de l'Artémision, alors semble-t-il déserte. L'archéologie a confirmé que la chambre funéraire souterraine date au moins de cette époque. Elle est située dans une nécropole romaine qui continue d'être utilisée aux IIIe et IVe siècle, à en juger par l'épigraphie funéraire retrouvée. La tombe est l'objet d'un culte dès avant la Paix de l'Église. Lorsqu'avec l'avènement de Constantin, le christianisme devient une religion licite, un martyrium de plan carré d'assez grandes dimensions (environ 19,5 m sur 18,5) est construit au-dessus de la tombe, autour duquel est élevé une église théodosienne de plan cruciforme. Il devient rapidement insuffisant aux besoins du culte apostolique, et l'empereur Justinien fait démolir cette église pour la remplacer par une basilique à trois nefs de dimensions considérables (130 m de long sur 60 de large). À la suite de la conquête arabe au VIIIe siècle, la colline est ceinturée d'un mur destiné à protéger le sanctuaire et ses dépendances.

## La première basilique théodosienne

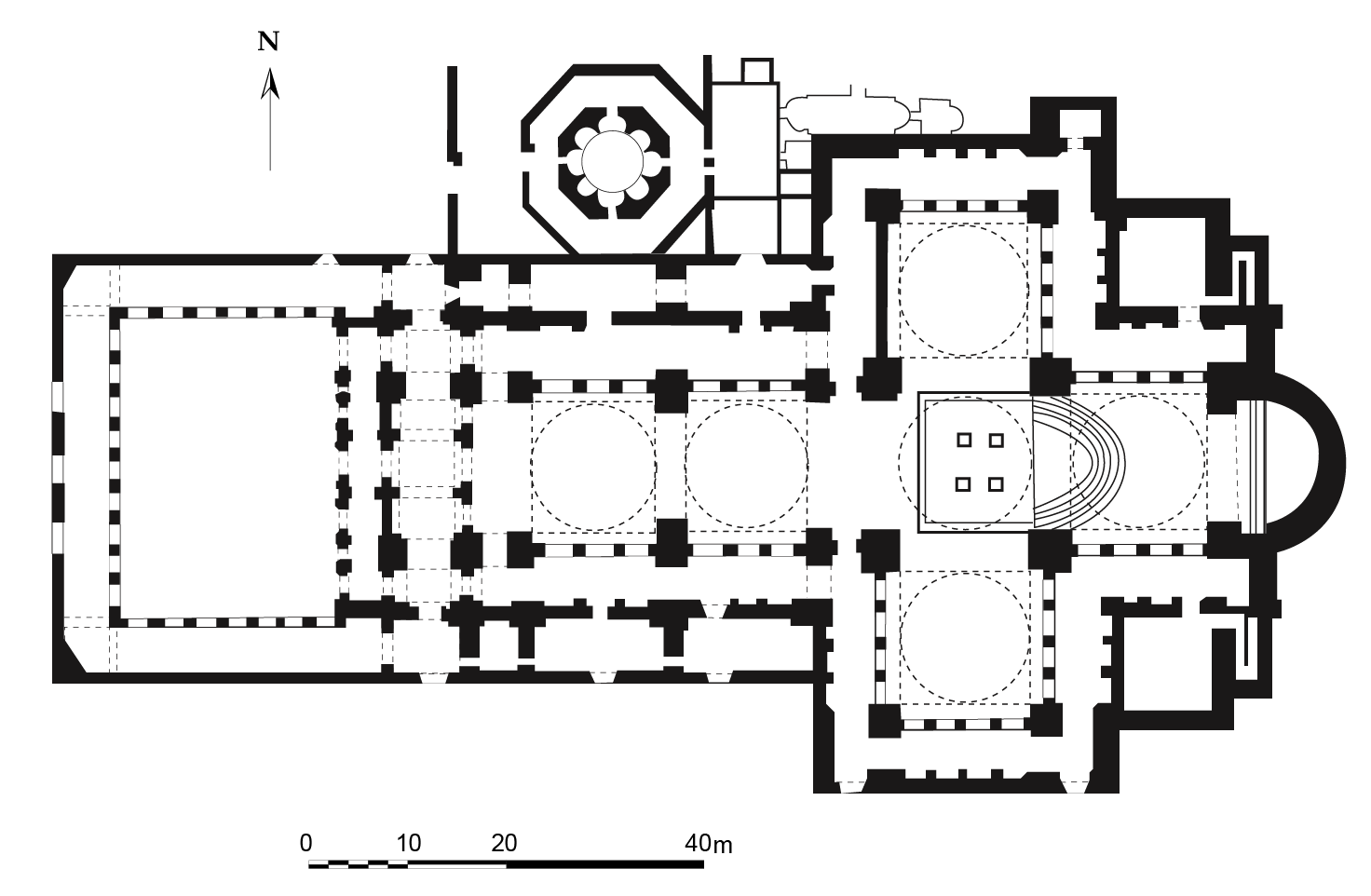
Saint-Jean le Théologien, plan de l'église de Justinien.

Cette première église, de plan basilical, possède trois nefs et mesure plus de 80 m de long. Elle se distingue par un plan cruciforme probablement hérité du modèle constantinopolitain de l'Apostoleion. La tradition apocryphe qui prête à l'apôtre le désir de se faire enterrer dans une tombe cruciforme relève probablement d'une reconstruction a posteriori pour rendre compte du plan particulier de cette première église. Les quatre bras de la croix partent du centre matérialisé par la tombe de l'apôtre et sont chacun divisés en trois nefs. Le bras occidental correspondant au vaisseau principal est légèrement plus long, précédé par un ou deux narthex. Le bras oriental de la croix est terminé par une abside : il est de même longueur que les bras latéraux mais sa largeur est supérieure avec quatre nefs au lieu de deux. Cette taille exceptionnelle doit répondre à la nécessité d'abriter le nombreux clergé qui, seul, y a accès. Citée à plusieurs reprises dans les actes du concile d'Éphèse, comme l'Apostoleion ou l'église Saint-Jean, cette église est donc antérieure à 431. D'après son décor sculpté, elle pourrait dater des années 390-420. Elle existe toujours lors du second concile d'Éphèse en 449.

## La basilique de Justinien

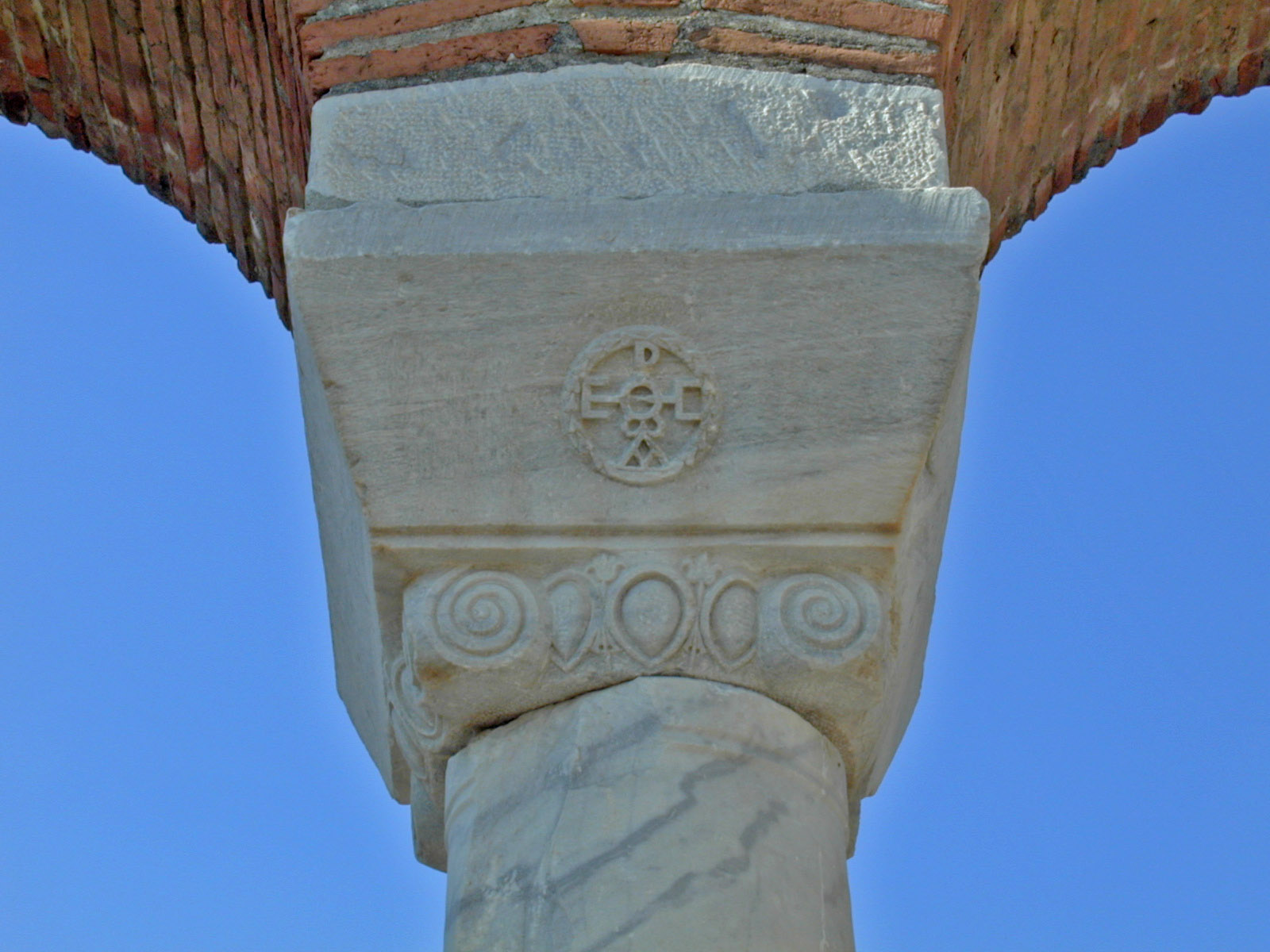
Chapiteau ionique à imposte portant le monogramme de Théodora, nef centrale de Saint-Jean d'Éphèse.

C'est, d'après Procope de Césarée parce que l'église Saint-Jean originelle est en mauvais état qu'elle est en grande partie rasée au VIe siècle sous l'épiscopat d'Hypatius, pour laisser place à une nouvelle et grandiose église, sous le patronage de l'empereur Justinien. La construction en aurait débuté en 535-536 pour s'achever au début des années 540 : elle est en effet mentionnée comme « l'édifice le plus saint de la cité » par le même Procope dans son Histoire secrète, tandis que Jean d'Éphèse mentionne l'ordination de 70 prêtres en 541 par le missionnaire monophysite Jean d'Héphaestopolis dans un lieu identifié comme l'atrium de Saint-Jean. La présence de chapiteaux portant le monogramme de l'impératrice Théodora suggère d'autre part que l'église fut réalisée avant sa mort en 548.
Le nouvel édifice mesure 130 m de long (en incluant le narthex) pour 65 m de large. C'est également une basilique cruciforme, mais pourvue de six grandes coupoles sur pendentifs, au-dessus du chœur, du transept, et de la nef : son plan est similaire à celui de l'église des Saints-Apôtres de Constantinople, reconstruite par Justinien à la même époque. La tombe de l'apôtre occupe le centre de l'édifice, dans une crypte accessible par un escalier, sous l'autel. L'édifice est entièrement construit en briques à l'exception des piliers massifs supportant les coupoles, qui sont réalisés en blocs de marbre en remploi. Les ailes latérales sont surmontées de galeries.